# Мараке
Мараке (на персийски: مراغه‎‎) е град в Иран, провинция Източен Азербайджан. При преброяването от 2012 г. има 146 405 жители.

## История
Мараке е древен град, но точното време, когато е построен е неизвестно. Два каменни моста в добро състояние са изградени по време на управлението на Хулаку Хан (1217 - 1265 г.), който прави града столица на Илханат. Малко след това става седалище на Източната църква на патриарх Мар Ябалаха III. Мястото е заобиколено от обширни лозя и овощни градини, добре напоявани от множество канали, от реката, и се произвеждат големи количества плодове.
Една от най-известните гробищни кули, на Гонбад Кабуд (от 1197 г.), е украсена с мозайки, наподобяващи Пенроуз. Неговият мрамор е известен като Марака, съставен от травертин, който се получава в село Дашкасан на около 50 км северозападно от Мараке.
През 16 век града е управляван от кюрдското племе мукри. През 1603 г. е завладян от персийския Шах Абас I Велики и оттогава, с няколко прекъсвания е част от Иран. През 1610 г. Абас отнема града от мукрите за неподчинение, и предава властта на тюркските племена мукадам, чиито лидери ръководят провинция Марака до нейната ликвидация през 1925 г.
На 15 януари 1828 г., по време на Руско-иранската война, градът е окупиран от Нижни Новгородския 17-и драгунски полк на руската армия, който след подписването на мирен договор се изтегля.

## Икономика
Планините защитават Мараке от северните ветрове, така че се развива селското стопанство и градинарството. Градът е център на лозарството и градинарството на региона. Произвеждат се сушени плодове, особено стафиди, които се изнасят. Земеделските полета дават реколта от зърнени храни, памук, грозде и други плодове.
В допълнение към градинарство, Мараке е известен с кожарство и килими. В близост до града се извършва добив на въглища и строителни камъни.

## Обсерватория
На хълм, западно от града, са останките на известната Маракеска обсерватория, наречена Расад Хане. Сградата служи като крепост в миналото, а основите на стените са от 13 до 2 метра дебелина. Обсерваторията е построена през 13 век и е дом на най-малко десет астрономи и библиотекар, който отговаря за библиотеката, за която се твърди, че съдържа над 40 000 книги. Тази обсерватория е една от най-престижните през средновековието в Ислямската империя по време на златната епоха в ислямската наука. Известният астроном Ибн ал-Шатир извършва голяма част от работата си в тази обсерватория.

## Личности
- Мохамед Саед, бивш министър-председател на Иран.
- Булуд Карачорлу, поет.

## Побратимени градове
- Горажде, Босна и Херцеговина[2][3]